# Italo-romeni
Gli italo-romeni sono i membri di una comunità d'origine italiana presenti in Romania sin dalla prima metà dell'Ottocento, quando italiani provenienti da alcune regioni allora povere (in particolare dal Veneto e dal Friuli), vi emigrarono per lavorare nelle miniere, sui cantieri delle ferrovie o nell'edilizia.
La comunità italo-romena si è costantemente accresciuta sino agli anni quaranta del XX secolo, per conoscere un arresto e una drastica diminuzione nel secondo dopoguerra. Attualmente, come reazione all'imponente immigrazione in senso contrario, sta conoscendo una sensibile ripresa, dovuta alla creazione di piccole imprese commerciali italiane, in settori assenti o in via di sviluppo nel Paese carpatico.
Gli italo-romeni sono considerati una minoranza linguistica a tutti gli effetti dall'ordinamento giuridico romeno.

## L'emigrazione storica

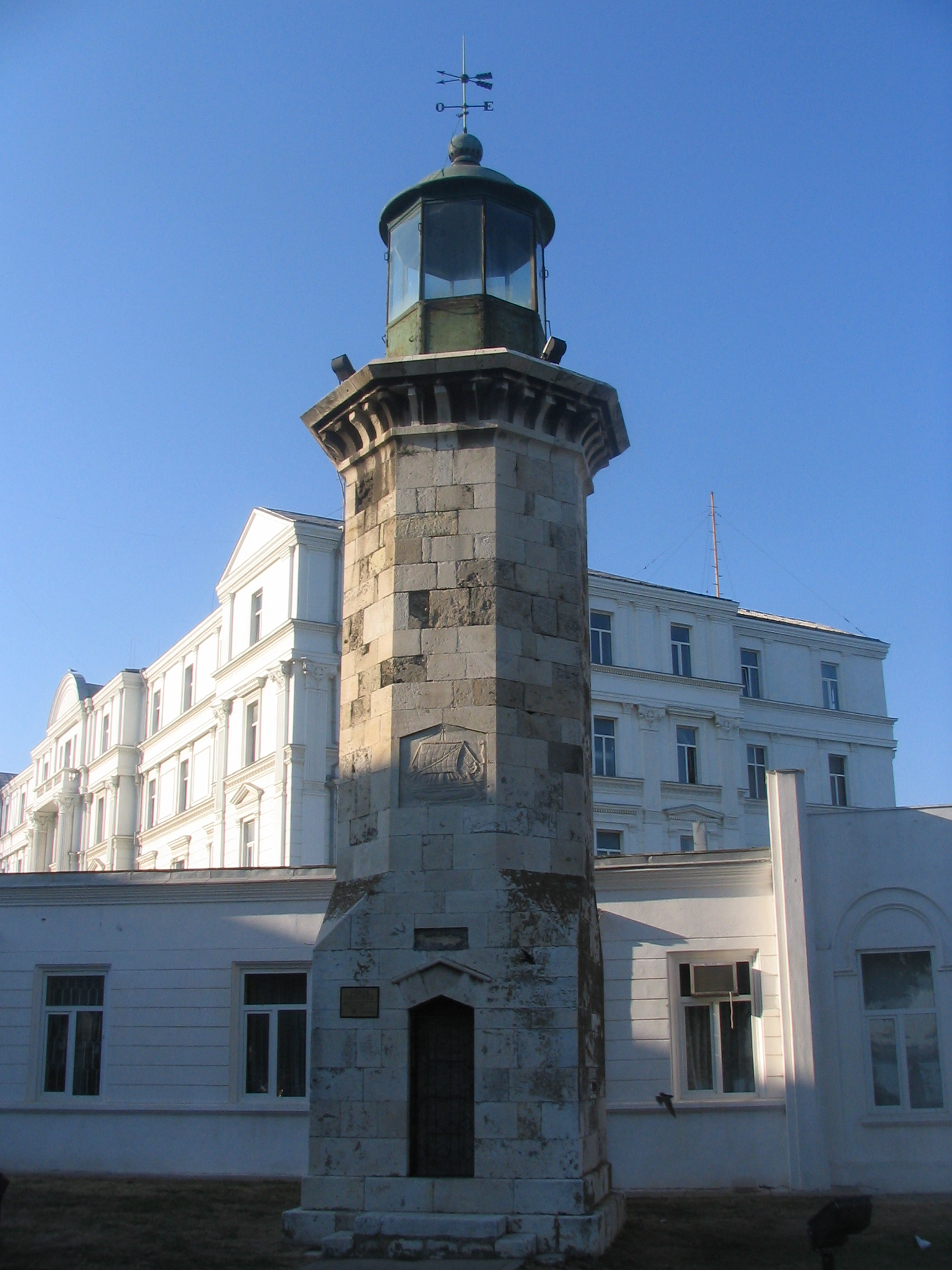
Il "Faro Genovese", costruito dai coloni genovesi a Costanza sul mar Nero nel Trecento.

Le coste dell'attuale Romania furono battute delle rotte commerciali della Repubblica di Genova e della Repubblica di Venezia almeno dal XIII secolo. Esse fondarono numerosi porti alla foce del Danubio, tra i quali Vicina (vicino a Isaccea), (Sfântu Gheorghe), San Giorgio (Giurgiu) e Calafat. I genovesi crearono anche alcune colonie: le maggiori colonie erano Moncastro, Licostomo, Caladda, Costanza e San Giorgio. La conquista turca li massacrò, costringendo i sopravvissuti a trasferirsi a Istanbul o altrove. Alcuni riuscirono a tornare in Liguria, ma altri rimasero nell'area della Bessarabia e Dobrugia. Infatti famiglie illustri della nobiltà moldava -detti boiarii (o boiardi)- fanno risalire la loro origine ad alcuni di questi coloni. Tale è il caso dei "Negruzzi" moldavi della prima metà dell'Ottocento: Iacob Negruzzi e Costache Negruzzi, considerati talora i primi Italo-romeni dei nostri giorni.
Successivamente i primi italiani a emigrare stabilmente nel territorio dell'attuale Romania furono alcune famiglie della Val di Fassa e della Val di Fiemme (nel Trentino) che, nel 1821, furono trasferite nei Monti Apuseni, in Transilvania, a lavorare come tagliaboschi e lavoratori del legno per conto di un commerciante austriaco di legname.
All'epoca il Triveneto, così come la Transilvania, era compreso nell'Impero austriaco; tali spostamenti furono quindi agevolati dall'Austria, nell'ambito di una politica di migrazioni interne tra le regioni più povere e di confine dell'Impero.
Il flusso migratorio proseguì dopo l'Unità d'Italia, non solo verso la Transilvania austro-ungarica ma anche verso il resto della Romania (Principato di Moldavia e Valacchia) che, con l'indipendenza ottenuta dall'Impero ottomano (1877) e a seguito dell'annessione del Veneto all'Italia (1866), diventò una valvola migratoria tutt'altro che irrilevante per la povera e sovrappopolata regione. Alla fine dell'Ottocento, infatti, circa il 10-15% degli emigranti partiti dal Veneto, si sono diretti in Romania, anche se, spesso costituito da migrazioni stagionali nei settori dell'edilizia, della costruzione delle ferrovie, delle attività boschive o nelle miniere. Il numero di emigranti italiani in Romania passò dagli 830 del 1871 a più di 8.000 nel 1901, secondo le stime del Ministero degli Affari Esteri.
L'emigrazione italiana è proseguita nel periodo tra le due guerre mondiali, toccando il massimo di circa 60.000 presenze di italiani in Romania, negli anni trenta, per esaurirsi progressivamente negli anni quaranta.
Secondo ricerche storiche, tra la fine dell'800 e la seconda guerra mondiale si trasferirono in Romania circa 130.000 italiani, per la maggior parte ritornati in patria dopo il 1945. Rimasero nelle città romene quegli emigranti che nel frattempo avevano rinunciato alla cittadinanza italiana.

## Il riconoscimento dello status di minoranza linguistica e la recente immigrazione
All'indomani della caduta del regime comunista (1989) lo Stato rumeno ha riconosciuto a queste piccole comunità, lo status di minoranza linguistica e il diritto a essere rappresentate alla Camera dei Deputati da un proprio parlamentare.
Oggi la minoranza italiana storica (stimata tra le 9.000 persone) è organizzata in particolare grazie all'Associazione degli italiani di Romania - RO.AS.IT., la più grande e importante comunità italiana del Paese.
L'Associazione Italiani di Romania – RO.AS.IT. – è stata fondata nel 1993 a Suceava per volontà di un gruppo di discendenti di origine italiana stabilitisi nella zona della Bucovina. Essi hanno desiderato ridare vita all'unità della comunità degli italiani in Romania, la cui esistenza è stata segnata dalle avversità della storia degli ultimi 50 anni (fino al 1989).
Nel 1996 l'Associazione Italiani di Romania ha acquisito personalità giuridica a tempo indeterminato e, nel 2008, ha ricevuto lo statuto di pubblica utilità in base alla Decisione governativa n. 109/30.01.2008.
In conformità con quanto previsto dallo statuto, la RO.AS.IT. svolge la sua attività in Romania, grazie alla sede centrale e alle filiali territoriali (v. la sezione filiali), e in Italia.
Già dal momento della fondazione, i membri dell'Associazione Italiani di Romania si sono proposti di ricostruire passo dopo passo il tragitto storico della comunità italiana, da sempre impegnata nella modernizzazione della Romania interbellica, bruscamente interrotto per le note vicende politiche. La Romania interbellica ha infatti vissuto un periodo di sviluppo senza precedenti nella sua storia, e molti sono stati gli emigranti italiani che vi si sono stabiliti per lavoro. L'obiettivo della RO.AS.IT. è ed è stato quello di ricreare quella comunità nazionale.
L'attuale parlamentare della minoranza italiana è espresso dalla comunità più compatta e più unita, quella di Suceava. Altri gruppi si trovano a Cluj, Oradea, Satu Mare, Craiova, Hunedoara-Otelu Rosu, Galați, Iași, Tulcea, Sântămăria-Orlea, oltre che a Bucarest.
Accanto alla minoranza storica, vi sono gli italiani di recente immigrazione. Secondo stime attuali, infatti, in Romania vivono circa 20 000 italiani, quasi tutti arrivati negli ultimi vent'anni. Gli italiani si sono soprattutto accentrati a Bucarest, nel Banato (zona di Timișoara) e nella Transilvania, ma si trovano in quasi tutte le regioni della Romania, creando piccole o medie imprese tra cui bar, pizzerie e ristoranti.